# Catocala styx
Catocala styx là một loài bướm đêm trong họ Erebidae.